# Franck Ribéry
Franck Henry Pierre Ribéry (* 7. April 1983 in Boulogne-sur-Mer) ist ein ehemaliger französischer Fußballspieler und heutiger Fußballtrainer. Der Offensivspieler wechselte in seiner Anfangszeit als Profi häufig den Verein. 2007 kam Ribéry zum FC Bayern München und gewann mit diesem zahlreiche Titel, unter anderem 2013 das Triple. In jenem Jahr wurde er auch zum UEFA Best Player in Europe („Europas Fußballer des Jahres“) gewählt. Im Sommer 2019 verließ er den Verein nach 12 Jahren und wechselte nach Italien, wo er zunächst zwei Jahre bei der AC Florenz spielte und zuletzt ab der Saison 2021/22 bei der US Salernitana unter Vertrag stand.
Für die französische Nationalmannschaft bestritt Ribéry 81 Länderspiele und nahm mit ihr an zwei Weltmeisterschaften und zwei Europameisterschaften teil.

## Karriere

### Jugend und Karriereanfänge
Franck Ribéry wurde in Boulogne-sur-Mer in der nordfranzösischen Region Nord-Pas-de-Calais geboren und wuchs mit seinen drei Geschwistern in einfachen Verhältnissen auf. Die Familie wohnte in einer kleinen Plattenbauwohnung im sozial schwachen Stadtviertel Chemin Vert im Norden der Stadt. Im Alter von zwei Jahren erlitt Ribéry bei einem Autounfall schwere Schnittverletzungen, deren Narben noch heute in seinem Gesicht erkennbar sind. Er begann auf einem kleinen Betonfeld im Stadtviertel Fußball zu spielen und trat dann als Sechsjähriger dem FC Conti Boulogne bei. Zwei Jahre später erfolgte der Wechsel zum Nachbarverein ACO Aiglon. Mit 13 Jahren wechselte er aus Boulogne in die Jugend-Abteilung des OSC Lille. Im Anschluss spielte er in unterklassigen Ligen bei US Boulogne, Olympique Alès und Stade Brest. Nebenbei war er als Bauarbeiter tätig, um sich seinen Lebensunterhalt zu verdienen.

### Durchbruch im Profibereich
2004 unterschrieb er seinen ersten Profivertrag beim FC Metz. Am 7. August 2004 gab Ribéry im Spiel gegen den FC Nantes sein Debüt in der Ligue 1. In Metz spielte er unter Trainer Jean Fernandez eine hervorragende Hinrunde und war bester Vorlagengeber. Für eine Ablöse von fünf Millionen Euro holte ihn Galatasaray Istanbul im Januar 2005 an den Bosporus, wo er sich einen Stammplatz erkämpfte. Während der FC Metz ohne Ribéry beinahe in die Ligue 2 abgestiegen wäre, erspielte Ribéry sich große Sympathien in der Türkei. Mit Galatasaray holte er 2005 seinen ersten Titel: Das Endspiel um den türkischen Pokal wurde 5:1 gewonnen, wobei Ribéry einen Treffer erzielte.

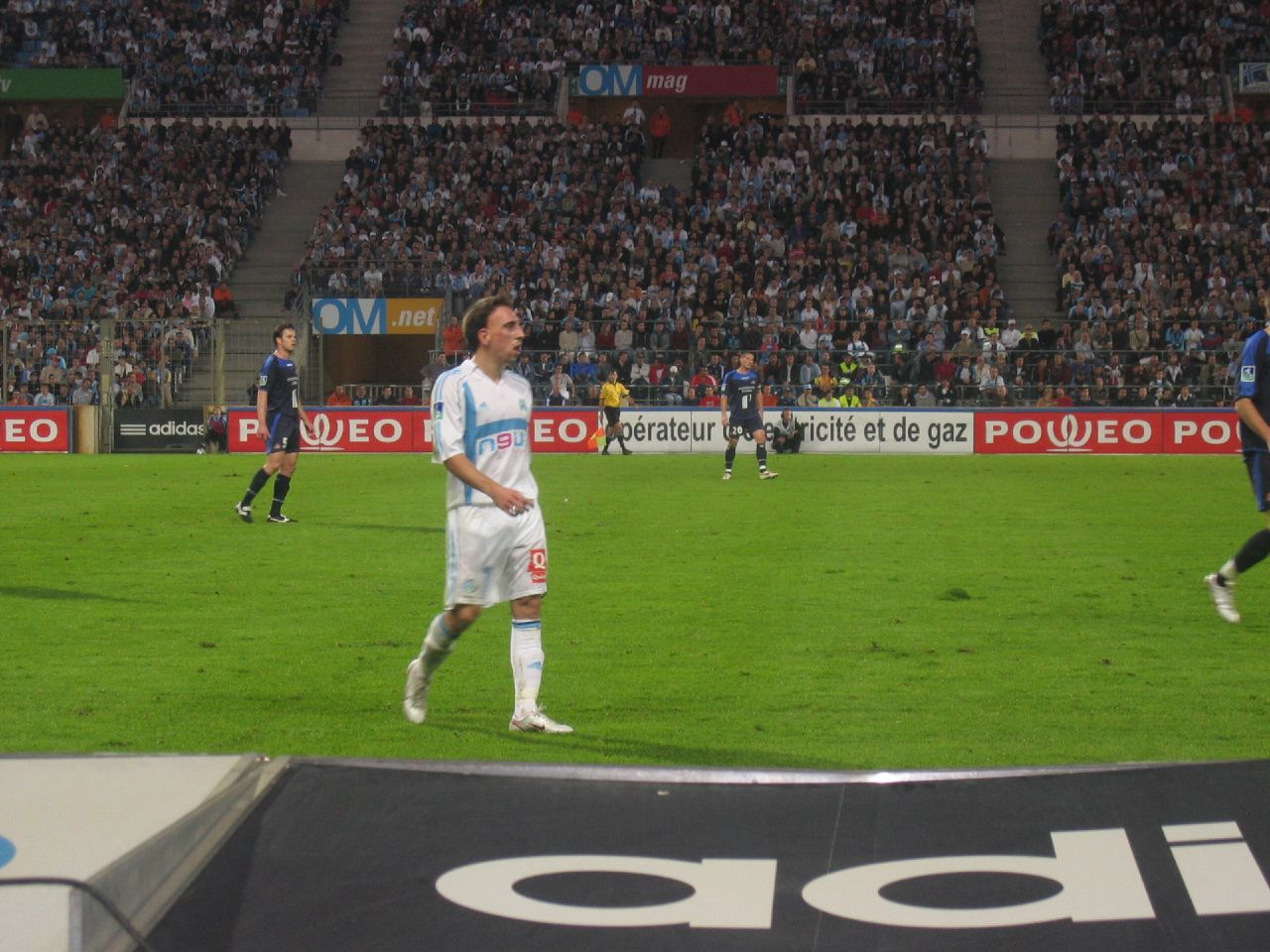
Ribéry im Trikot von Olympique Marseille beim Ligaspiel gegen den OSC Lille am 29. Oktober 2005

Zu Beginn der Spielzeit 2005/06 sicherte sich Olympique Marseille seine Dienste. Da Ribéry, wie er gegenüber der Presse erklärte, bereits seit Februar in Istanbul keinen Lohn erhalten hatte, konnte er den Vertrag auflösen und ablösefrei wechseln. Galatasaray leitete rechtliche Schritte dagegen ein und bestritt Ribérys Aussagen. Am 25. April 2007 urteilte der Internationale Sportgerichtshof (CAS), dass der ablösefreie Wechsel Ribérys rechtens gewesen sei.
In Marseille reifte Ribéry unter Trainer Jean Fernandez, der ihn bereits in Metz trainiert hatte, schnell zum Führungsspieler heran und zog mit seiner Mannschaft durch den Erfolg im UI-Cup in den UEFA-Pokal ein. Aufgrund seiner Schnelligkeit und Spielübersicht wurde Ribéry zu einem Leistungsträger der Südfranzosen. Nachdem sich Olympique Lyon intensiv um die Verpflichtung Ribérys zur Saison 2006/07 bemüht hatte, erklärte Olympique Marseille ihn für unverkäuflich.

### Legende beim FC Bayern München

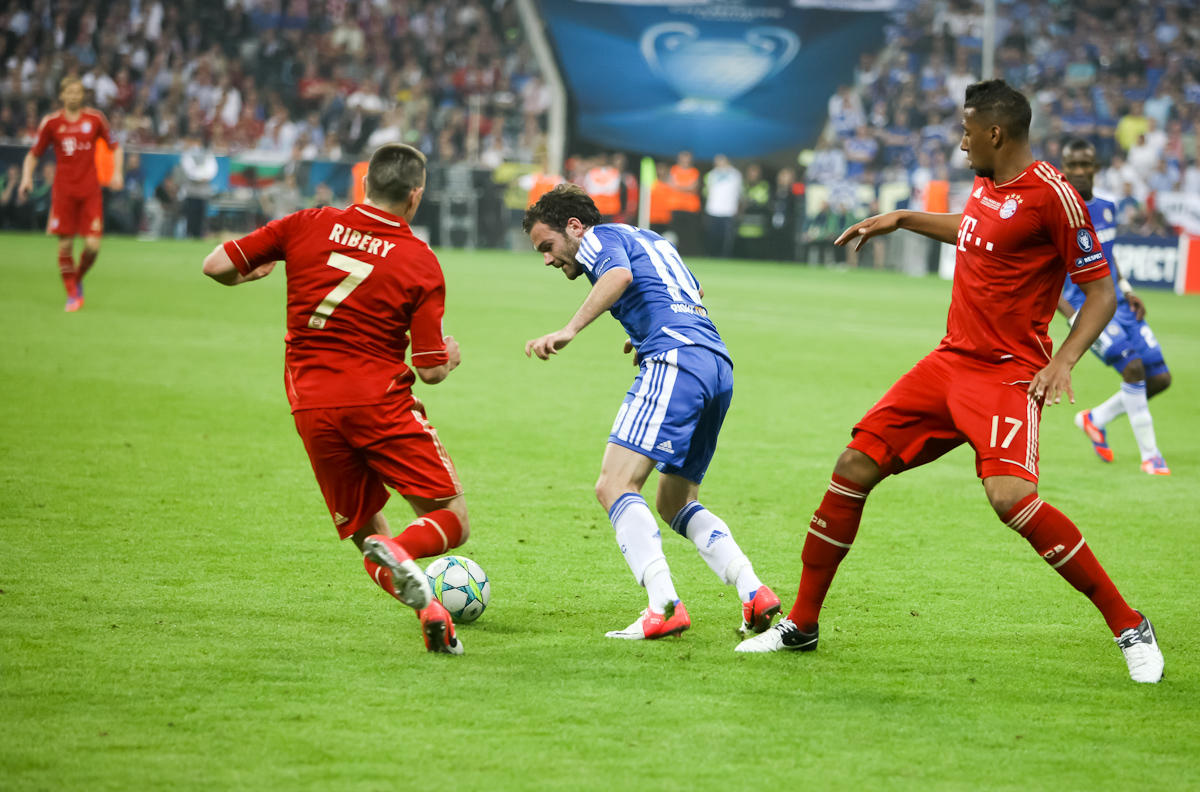
Champions-League-Finale FC Bayern München gegen FC Chelsea 2012. Im Vordergrund (v. l. n. r.): Franck Ribéry, Juan Mata und Jérôme Boateng.

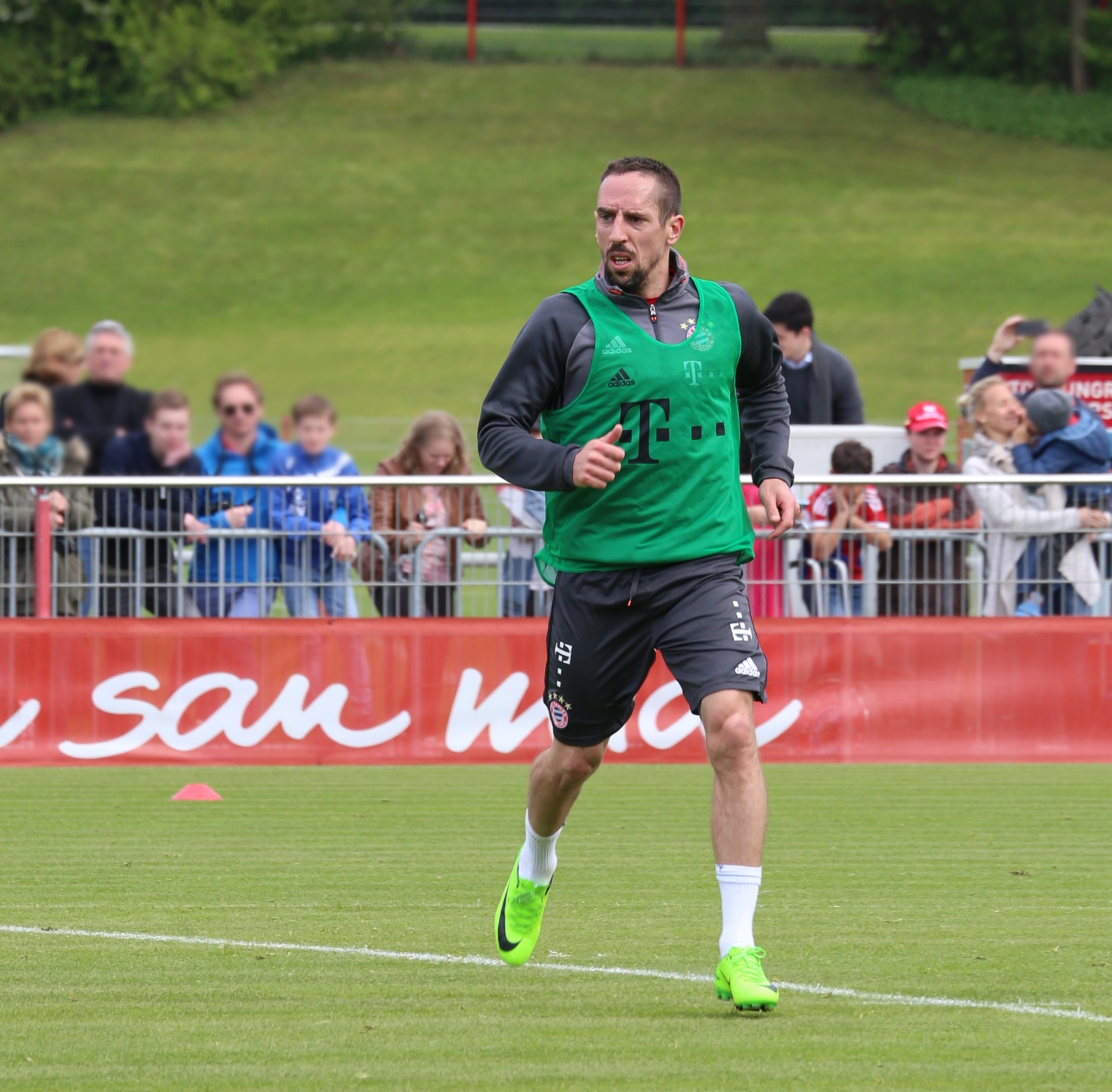
Beim Training auf dem Gelände des FC Bayern München (2017)

Im Juni 2007 wechselte Ribéry jedoch zum FC Bayern München. Er unterschrieb einen Vierjahresvertrag und erhielt die Rückennummer 7, die zuvor Mehmet Scholl getragen hatte. Über die Ablöse vereinbarten die Vereine Stillschweigen – in den Medien wurde eine Summe von 25 Mio. Euro kolportiert; damit wäre er zum damaligen Zeitpunkt der teuerste Transfer der Bundesliga-Geschichte gewesen.
Seine erste Saison 2007/08 verlief sehr erfolgreich. Mit den Bayern gewann er das Double, bestehend aus deutscher Meisterschaft und DFB-Pokal-Sieg. Ribéry erzielte elf Treffer in 28 Ligaspielen, dazu kamen drei weitere Tore im UEFA-Pokal, in dem die Bayern das Halbfinale erreichten. Am Ende der Saison wurde Ribéry zum Fußballer des Jahres in Deutschland und Frankreich gewählt.
Nach einer schwächeren Spielzeit 2008/09, in der er dennoch immerhin neun Tore in 25 Spielen erzielte, wurde Ribéry in der Saison 2009/10 unter Trainer Louis van Gaal erneut deutscher Meister und DFB-Pokalsieger. Bei der Meisterfeier auf dem Münchener Rathausbalkon verkündete er den jubelnden Fans mit den Worten „Isch habe gemacht fünf Jahre mehr!“ seine vorzeitige Vertragsverlängerung bis 2015. Vor allem Real Madrid war sehr an einer Verpflichtung des Franzosen interessiert gewesen. Im Finale der UEFA Champions League 2010 gegen Inter Mailand, das mit 0:2 verloren ging, fehlte er aufgrund einer Roten Karte, die er im Halbfinal-Hinspiel gegen Olympique Lyon wegen eines Fouls an Lisandro López erhalten hatte. Auch ein Einspruch der Bayern beim CAS konnte die Sperre der UEFA nicht verhindern.
Trotz der titellosen Saison 2010/11 war Ribéry 2011 mit 11,4 Mio. Euro Einnahmen der am höchsten bezahlte Sportler Frankreichs. In der darauffolgenden Saison 2011/12 absolvierte Ribéry am 20. August 2011 seinen 100. Bundesligaeinsatz im Spiel gegen den Hamburger SV, in dem er ebenfalls ein Tor erzielte. In dieser Saison erzielte er in 32 Partien zwölf Tore und bereitete zudem 20 Tore vor, was Bundesligarekord seit Erfassung der Vorlagen war. Wie schon in der Vorsaison gewannen die Bayern jedoch keinen der großen Titel. Sowohl in der Meisterschaft als auch im Finale des DFB-Pokals musste man sich Borussia Dortmund geschlagen geben. Im Champions-League-Finale in der heimischen Allianz Arena, in dem Ribéry bis zur 97. Minute mitwirkte, unterlagen die Bayern im Elfmeterschießen dem FC Chelsea.
Die Saison 2012/13 war die erfolgreichste in Ribérys Karriere. Neben dem Gewinn des Doubles aus Meisterschaft und Pokal erreichten die Bayern unter Trainer Jupp Heynckes erneut das Finale der Champions League, in dem mit einem 2:1-Sieg über Borussia Dortmund im nunmehr dritten Anlauf der Gewinn des wichtigsten europäischen Vereinspokals glückte. Mit 13 Toren und 27 Torvorlagen in 52 Pflichtspielen hatte Ribéry erheblichen Anteil an diesem Erfolg. Nach der Saison verlängerte er seinen Vertrag um weitere zwei Jahre bis 2017. Bei der Wahl zum UEFA Best Player in Europe („Europas Fußballer des Jahres“) konnte sich Ribéry im August 2013 gegen Lionel Messi und Cristiano Ronaldo durchsetzen. In der zweiten Kalenderhälfte gewann er mit den Bayern zudem den UEFA Super Cup sowie die FIFA-Klub-Weltmeisterschaft, bei der er mit dem Goldenen Ball als bester Spieler ausgezeichnet wurde. Am Jahresende wurde Ribéry zum dritten Mal zu Frankreichs Fußballer des Jahres gewählt. Bei der Wahl zum Weltfußballer des Jahres erreichte er den dritten Platz hinter Ronaldo und Messi. Ferner wurde Ribéry in die FIFA/FIFPro World XI sowie ins UEFA Team of the Year gewählt.
2013/14 gewann Ribéry mit Bayern München erneut das Double aus Meisterschaft und DFB-Pokal. 2015 wurde er mit dem FC Bayern erneut deutscher Meister. Am 11. März 2015 verletzte er sich im Champions-League-Rückspiel gegen Schachtar Donezk am rechten Sprunggelenk und fiel längere Zeit aus. Am 5. Dezember 2015 gab er nach fast neun Monaten sein Comeback, als er beim Auswärtsspiel gegen Borussia Mönchengladbach in der 75. Minute für Robert Lewandowski eingewechselt wurde, und erzielte dabei in der 81. Minute den Treffer zum 1:3.

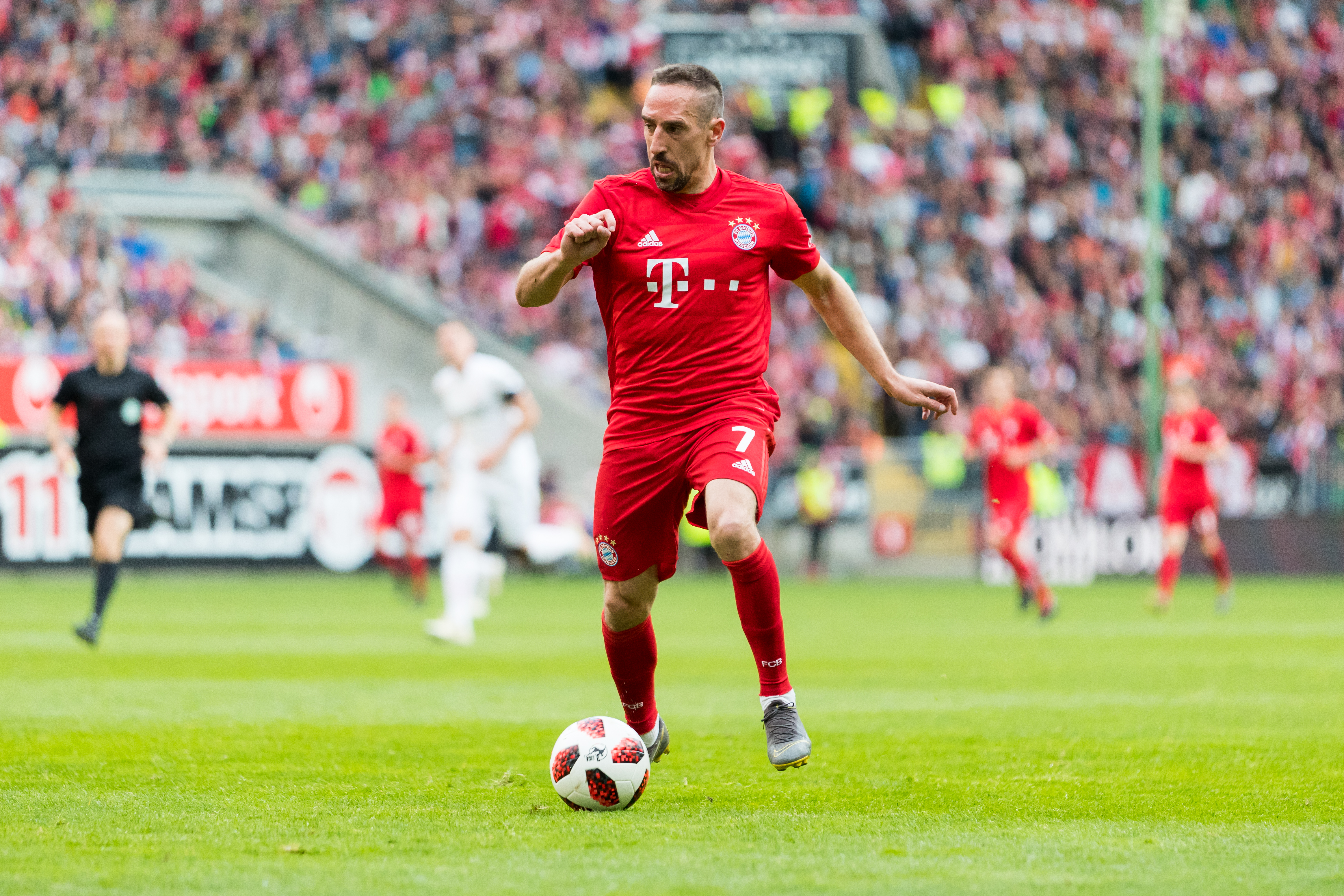
Franck Ribéry beim Freundschaftsspiel gegen den 1. FC Kaiserslautern (Mai 2019)

Am 20. Februar 2016 gab er nach erneuter mehrmonatiger Verletzungspause sein Comeback beim Ligaspiel gegen den SV Darmstadt 98, als er in der 53. Minute für Kingsley Coman eingewechselt wurde. Beim 1:0-Heimsieg gegen Eintracht Frankfurt am 2. April 2016 traf er in seinem 201. Bundesligaspiel und war dabei insgesamt an 146 Toren direkt beteiligt (70 Tore und 76 Vorlagen). Am 7. Mai 2016 (33. Spieltag) wurde Ribery zum vierten Mal in Folge deutscher Meister und konnte seine insgesamt sechste Meisterschaft feiern. Mit dem Pokalsieg am 21. Mai 2016 mit 4:3 i. E. gegen Borussia Dortmund gelang ihm zum fünften Mal das Double. 2017 gewann er mit Bayern zum fünften und 2018 zum sechsten Mal in Folge die deutsche Meisterschaft.
Im Sommer 2019 verließ der Franzose den Verein nach zwölf Jahren, für das Jahr 2020 war ein Abschiedsspiel geplant, das jedoch aufgrund der Covid-19-Pandemie nicht möglich war. In seinem letzten Bundesligaspiel für die Münchner erzielte Ribéry ein Tor und wurde nach dem Gewinn der 29. Meisterschaft mit neun Meistertiteln zum alleinigen Rekordmeister (mittlerweile von Thomas Müller abgelöst). In seiner Zeit beim FC Bayern gewann er 24 Titel, und damit so viele wie kein anderer Spieler zuvor.

### Wechsel nach Italien
Kurz vor dem Beginn der Saison 2019/20 schloss sich Ribéry dem italienischen Erstligisten AC Florenz an. In den ersten beiden Ligaspielen wurde er eingewechselt; ab dem dritten Spieltag hatte er einen Stammplatz als Mittelstürmer. Im Herbst musste er für drei Spiele pausieren, nachdem er im Anschluss an das in der Schlussphase verlorene Heimspiel gegen Lazio Rom in Auseinandersetzungen mit dem Schiedsrichtergespann verwickelt war und dabei einen der Linienrichter geschubst hatte. Anfang Dezember 2019 fiel er wegen einer Knöchelverletzung aus und musste operiert werden. Mitte Februar 2020 konnte der Franzose ins Aufbautraining zurückkehren.
Er absolvierte in zwei Saisons insgesamt 51 Pflichtspiele für Florenz und erzielte dabei fünf Tore. Sein Vertrag wurde nach dem Ende der Saison 2020/21 nicht verlängert. Anfang September 2021 schloss sich der mittlerweile 38-jährige Ribéry dem Serie-A-Aufsteiger US Salernitana an. Im Oktober 2022 gab Ribéry sein vorzeitiges Karriereende bekannt. Gleichzeitig kündigt Salernitana an, dass der Spieler in einer anderen Position weiterhin Teil des Unternehmensorganigramms sein werde.

### Nationalmannschaft

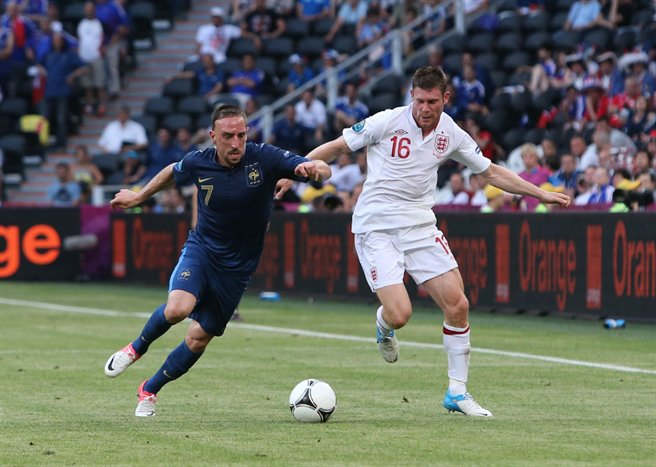
Franck Ribéry im Laufduell gegen James Milner beim EM-Gruppenspiel gegen England am 11. Juni 2012.

Ribéry wurde erstmals zum Testspiel der französischen Nationalmannschaft gegen Mexiko am 27. Mai 2006 aufgeboten. Danach kam er in den abschließenden beiden Testspielen zum Einsatz und reiste dann mit dem französischen WM-Kader nach Deutschland, dies allerdings aufgrund der Streitigkeiten mit Galatasaray (siehe oben) nur mit einer Sondergenehmigung der FIFA. Sein erstes Nationalmannschaftstor erzielte er im Achtelfinale der WM 2006 gegen Spanien, als er zum 1:1 ausglich. Ribéry wurde in allen Spielen außer im Achtelfinale aus- bzw. eingewechselt. Im Finale wurde er in der 100. Minute durch David Trezeguet ersetzt, der der einzige war, der im Elfmeterschießen nicht traf und damit Italien zum Titel verhalf.
Auch bei der EM-Endrunde 2008 gehörte er zum französischen Aufgebot. Im letzten Gruppenspiel gegen Italien, das 0:2 verloren wurde und das vorzeitige Turnier-Aus für Frankreich bedeutete, musste Ribéry nach einem Zweikampf mit Gianluca Zambrotta in der 10. Spielminute mit einem Riss des Syndesmosebandes im linken Bein ausgewechselt werden. Nach operativer Versorgung und intensiver Rehabilitation wurde Ribéry nach 14 Wochen wieder in der Bundesliga eingesetzt. Bei der Weltmeisterschaft 2010 in Südafrika stand er erneut im Kader der Équipe Tricolore. Das Team schied ohne Sieg und mit nur einem geschossenen Tor als Gruppenletzter aus. Ribéry stand dort als stellvertretender Spielführer und aufgrund seiner Beteiligung an mannschaftsinternen Querelen, dem sogenannten „Fiasko von Knysna“, im Zentrum der öffentlichen Kritik. Er wurde am 17. August 2010 von der Disziplinarkommission des französischen Verbands für drei A-Länderspiele aus der Nationalmannschaft ausgeschlossen, worauf er mit Unverständnis reagierte, gleichzeitig aber seine Bereitschaft erklärte, weiterhin für Frankreich zu spielen.
In Frankreich hat Ribérys Ansehen aufgrund dieser Vorgänge und seiner Beteiligung an der „Prostituierten-Affäre“ stark gelitten. Bei einer Mitte Januar 2011 durchgeführten, repräsentativen Umfrage sprachen sich 43 Prozent der Befragten dagegen aus, dass er wieder für die Nationalmannschaft berücksichtigt werden solle, während nur 32 Prozent dies befürworteten. Allerdings überwog innerhalb der Teilgruppe der sehr an Fußball Interessierten die Zustimmung bei 62 zu 36.
Am 13. Mai 2014 wurde Ribéry von Trainer Didier Deschamps in den Kader der französischen Nationalmannschaft für die Weltmeisterschaftsendrunde 2014 berufen, musste jedoch wegen langwieriger Rückenbeschwerden letztlich auf seine Teilnahme verzichten. Am 13. August 2014 erklärte er seinen Rücktritt von der Fußballnationalmannschaft. Das 81. Länderspiel im März 2014 blieb sein letzter Einsatz für die französische Nationalelf.

## Nach der aktiven Karriere
Nach dem Ende seiner aktiven Zeit erhielt Ribéry im Oktober 2022 bei der US Salernitana eine Stelle als Technik-Trainer. Parallel dazu erwarb er das UEFA-A- und B-Diplom und gab im April 2025 bekannt, im September desselben Jahres einen Kurs für das Pro-Diplom beginnen zu wollen, was die höchste Trainer-Qualifikation im europäischen Fußball ist.

## Titel und Auszeichnungen

### Vereine
International
- Champions-League-Sieger: 2013
- Klub-Weltmeister: 2013
- UEFA-Super-Cup-Sieger: 2013

Deutschland
- Meister (9): 2008, 2010, 2013, 2014, 2015, 2016, 2017, 2018, 2019
- Pokalsieger (6): 2008, 2010, 2013, 2014, 2016, 2019
- Supercupsieger (4): 2012, 2016, 2017, 2018
- Ligapokalsieger: 2007

Türkei
- Pokalsieger: 2005

### Auszeichnungen
- UEFA Best Player in Europe („Europas Fußballer des Jahres“): 2013
- FIFA Ballon d’Or („Weltfußballer des Jahres“): Dritter 2013
- Frankreichs Fußballer des Jahres: 2007, 2008, 2013
- Deutschlands Fußballer des Jahres: 2008
- Mann des Jahres im deutschen Fußball: 2008, 2013
- VdV-Spieler der Saison: 2008
- Bester Spieler der Ligue 1: 2006
- Bester Nachwuchsspieler der Ligue 1: 2006
- Goldener Ball der FIFA-Klub-Weltmeisterschaft: 2013
- FIFA/FIFPro World XI: 2013
- UEFA Team of the Year: 2008, 2013
- ESM-Team des Jahres: 2008, 2013
- Mitglied der VDV 11: 2009, 2012, 2013, 2014
- Fußballer des Monats: August 2007, November 2008, September 2019[37]
- Tor des Monats: Oktober 2007, April 2008, Mai 2013, April 2016, Mai 2019
- Einstufung als Weltklasse in der Rangliste des deutschen Fußballs: Winter 2007/08, Sommer 2008, Winter 2008/09, Winter 2012/13, Sommer 2013, Winter 2013/14
- Spieler des Monats der Ligue 1 (4): August 2004, Oktober 2005, November 2005 und April 2006
- Spieler des Monats der Serie A: September 2019

## Spielweise

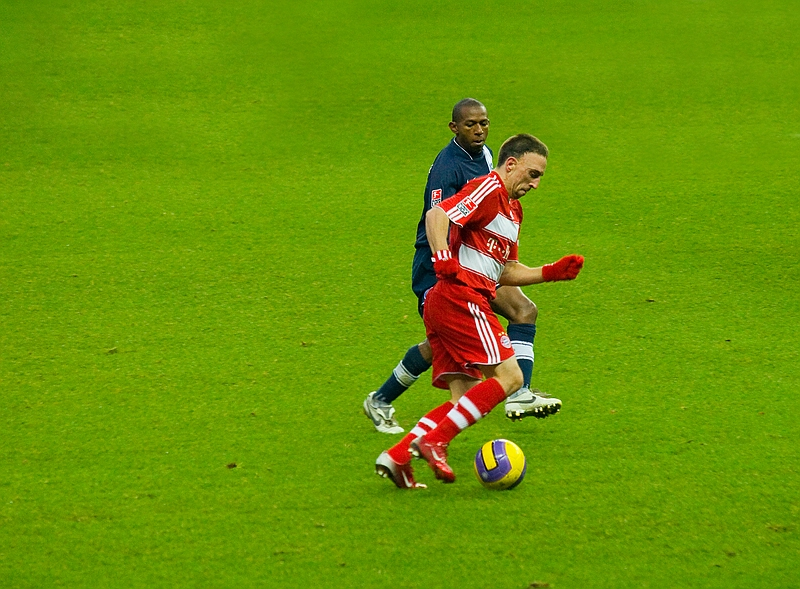
Franck Ribéry im Zweikampf gegen Mineiro im Spiel gegen Hertha BSC (2007)

Ribéry zeichnete sich insbesondere durch seine Ballsicherheit, Schnelligkeit und Dribbelstärke aus. Er war ein ausgezeichneter Torvorbereiter; in den Spielzeiten 2011/12 und 2012/13 erzielte er jeweils die meisten Vorlagen in der Bundesliga. Als beidfüßiger Spieler erreichte er mit beiden Füßen eine in etwa gleiche Schusshärte und -präzision. Zudem verfügte Ribéry über eine starke Schusstechnik und -kraft und gilt als guter Freistoßschütze. In der Offensive wurde er vielseitig eingesetzt, agierte aber bevorzugt im linken offensiven Mittelfeld.

### Vorwurf der Unsportlichkeit
Franck Ribéry wurde vorgeworfen, sein Temperament nicht im Griff zu haben. Er war mehrmals in Spielsituationen involviert, in denen Gegenspieler oder Fernsehkommentatoren ein regelwidriges Verhalten wie Tätlichkeiten erkannt haben wollen. Die Schiedsrichter sollen in diesen Situationen öfter zugunsten Ribérys entschieden haben.

## Privates
Ribéry konvertierte 2006 vom Christentum zum Islam. Sein muslimischer Name lautet Bilal Yusuf Mohammed. Seine Frau, Wahiba Belhami, stammt aus Algerien. Sie kennen sich seit ihrer Jugend und haben drei Töchter und zwei Söhne.
Sein über drei Jahre jüngerer Bruder François war ebenfalls als Fußballspieler aktiv, kam aber nicht über Engagements bei unterklassigen französischen Vereinen hinaus und hat inzwischen seine Karriere beendet. Sein Bruder Steeven (* 1995) spielte ab Anfang 2014 zunächst einige Monate in der A-Jugend und ab Sommer 2014 in der Amateurmannschaft des FC Bayern München in der viertklassigen Regionalliga Bayern, verließ den Verein jedoch im Sommer 2016 und kam in der Folgezeit zu sporadischen Einsätzen in den zweiten Ligen Frankreichs und Schwedens.
Ribéry wurde in Frankreich angeklagt, 2009 in einem Münchener Hotel Sex mit einer minderjährigen Prostituierten (strafbar nach Artikel 225-12-1 des Code pénal) gehabt zu haben. Den sexuellen Kontakt bestritt er nicht, seiner Aussage zufolge hat er jedoch weder von der Minderjährigkeit der Betreffenden gewusst noch dass es sich um bezahlten Sex gehandelt habe. Mitangeklagt aus gleichem Grund waren auch ein Schwager von Ribéry und sein Nationalmannschaftskollege Karim Benzema. Der Strafprozess wurde nach mehrmonatiger Unterbrechung im Januar 2014 abgeschlossen. Alle drei Männer wurden freigesprochen, da keinem – so auch die Ansicht der Staatsanwaltschaft – nachzuweisen war, dass sie sich der Minderjährigkeit der Prostituierten bewusst waren.

## Trivia
Seine Rückennummer 7 wurde vom FC Bayern in der Saison 2019/20 zu seinen Ehren sowie zu Ehren seines Vorgängers Mehmet Scholl nicht vergeben. Nach der Ära Scholl sollte die 7 bereits damals nicht vergeben werden. Scholl gab aber in Abstimmung mit den Vereinsverantwortlichen die Freigabe seiner Rückennummer für Ribéry. Zur Saison 2020/21 erhielt Serge Gnabry die 7, der in der Vorsaison die 22 trug. Auch Hansi Flick, der bis zum Sommer 2021 Cheftrainer der Münchner war, und der Vorstandsvorsitzende Karl-Heinz Rummenigge hatten zu ihrer aktiven Zeit die 7 auf dem Rücken.